# Ulrich Carl Adolph von Bassewitz (Oberstleutnant)
Ulrich Carl Adolph von Bassewitz (* 1. Juli 1729 in Mecklenburg; † 18. Januar 1798 in Wismar) war mecklenburgischer Gutsbesitzer und preußischer Offizier. Er ist der letzte gemeinsame Ahne der heutigen Angehörigen der Familie von Bassewitz in der mecklenburgischen Hauptlinie.

## Lebenslauf
Ulrich Carl Adolph von Bassewitz wurde geboren als zweiter Sohn von Detlof Hans von Bassewitz und dessen Frau Davidia Eleonore Dorothea, geb. von Bülow.
Bassewitz schlägt 1744 eine militärische Laufbahn im Fürstlich Schwarzburgschen Dienst ein. Ab 1748 diente er im Hessen-Kasselschen Kürassier-Regiment Graf Isenburg. Im Siebenjährigen Krieg wurde er als preußischer Oberstleutnant mehrmals schwer blessiert, insbesondere in den Schlachten von Sandershausen, Kolin und Kunersdorf. Am 28. November 1760 nahm Ulrich Carl Adolph von Bassewitz seinen Abschied und zog zurück nach Mecklenburg. 
Bassewitz heiratete am 23. April 1764 Sophie Elisabeth Henriette von Barner, geb. 6. August 1745 in Bülow, gest. 6. September 1801 in Wismar. Sie hatten neun Söhne, darunter Friedrich Magnus, Adolph Joachim, Ulrich sowie Barthold Johann, und sechs Töchter.
1764 erbte Bassewitz das Gut Wendorf (ab 1789 Schönhof). 1779 (nach anderen Angaben 1768) kaufte er die Güter Schimm und Tarzow im Umkreis von Wismar. 1781–1791 kaufte und verkaufte er sieben weitere Güter. 1786–1791 wohnte Ulrich Carl Adolph von Bassewitz auf Westenbrügge im Amt Bukow, und danach bis zu seinem Tod in Wismar.